# 필 에드워즈 (육상 선수)
필립 에런 ("필") 에드워즈(Philip Aaron ("Phil") Edwards, 1907년 9월 23일 ~ 1971년 9월 6일)은 중거리달리기 종목에 활약한 캐나다의 육상 선수였다. "청동의 남자"로 별명이 붙은 캐나다의 가장 장식된 올림픽 선수이고, 코먼웰스 게임에서 트로피를 받은 첫 캐나다 흑인 선수였다.
그는 캐나다 육군에 대위 복무를 하고 높이 배려된 내과 의사와 열대병의 전문가가 되었다.

## 어린 시절
영국령 기아나(현재 가이아나) 조지타운에서 자신의 육상 코치로 활약한 변호사에게 태어났다. 중등 교육에 이어, 에드워즈는 미국으로 이주하여 자신의 육상 경력을 추구하고, 1926년 뉴욕 대학교에 등록하여 중거리달리기 종목들엑서 대학 기록들을 세우면서 주목을 받았다.

## 캐나다의 올림픽 선수
뉴욕 대학교에서 에드워즈의 상연이 있는 동안, 명확하게 자신을 올림픽에 나갈 정도의 선수로 설립하면서 자신이 캐나다를 위하여 나갈 수 있었어도 미국을 위해 나갈 자격이 없었다. 1927년 그는 캐나다 육상 팀의 감독 바비 로빈슨에 의하여 초청을 받아 자신이 캐나다 1600m 릴레이 팀의 일부로서 동메달을 딴 1928년 암스테르담 올림픽에서 캐나다를 대표하였다.
암스테르담에 이어 에드워즈는 뉴욕 대학교를 떠나 자신이 대학 달리기 팀과 함께 나간 몬트리올의 맥길 대학교에 참석하였다. 에드워즈는 거기서도 바비 로빈슨과 자신의 제휴를 지속하여 1930년 해밀턴에서 열린 코먼웰스 게임에 영국령 기아나를 위해 나갔다. 4년 후, 런던에서 열린 대영 제국 대회에 다시 한번 영국령 기아나를 대표하여 880 야드를 우승하였다.
1931년부터 1936년까지 맥길 대학교에서 육상 팀의 주장을 맡으면서 6개의 연속적 우승으로 이끌었다. 국제적 수준에서 에드워즈는 1932년 로스앤젤레스 올림픽과 자신이 미국의 제시 오언스를 포함한 다수의 흑인 선수들 중의 하나였던 1936년 베를린 올림픽에 나갔다. 그는 1932년에 800m, 1500m와 1600m 릴레이에서, 1936년에 800m에서 동메달을 따냈다.

### 명예
1997년 캐나다 스포츠 명예의 전당과 맥길 대학교 스포츠 명예의 전당, 2005년 퀘벡 스포츠 명예의 전당에 헌액되었다. 그의 이름을 딴 필 에드워즈 기념상은 1972년 이래 해마다 캐나다의 뛰어난 육상 선수들에게 수여되어 왔다.

## 의료 경력
에드워즈는 베를린 올림픽에 나가 캐나다의 최고 선수로 임명되기 전에 1936년 맥길 대학교의 의학과를 졸업하였다. 캐나다 육군에 종군하는 데 자신의 의료 경력을 중단하면서, 몬트리올에 돌아오기 전에 대위로 진급하였다.
1945년 의학 졸업 증서를 따고 열대병에서 전문가가 되어 몬트리올의 로열 빅토리아 병원에 가입하면서 국제적 의료 선교의 다수에 참가하였다.
1971년 심장 문제로 사망하여, 몬트리올의 마운트 로열 묘지에 안치되었다.